# 신순범
신순범(愼順範, 1933년 2월 28일 ~ )은 대한민국의 정치인으로, 제11·12·13·14대 국회의원이다.

## 학력
- 여수고등학교 졸업
- 동국대학교 법정대학 정치학과 학사
- 단국대학교 행정대학원 행정학 석사 수료
- 연세대학교 경영대학원 경영학 석사 수료

### 비학위 수료
- 서강대학교 경영대학원 최고경영자과정 수료

## 경력
- 남북국회회담 한국측 대표
- 평민당 중앙당사무총장
- 국회경제과학위원장
- 김대중 대통령선거유세위원장
- 민주당 최고위원 同부총재
- 재단법인 晩光장학회 이사장
- 대한민국 국전(서예전람회) 연3회 입선
- 열린우리당 특임고문(2006년)
- 대한민국헌정회 이사
- 대한민국의 제11대 국회의원: 안민당[전라남도 여수시·여천군·광양군(제4선거구) 국회의원지역선거구]
- 대한민국의 제12대 국회의원: 신한민주당[전라남도 여수시·여천군·광양군(제4선거구) 국회의원지역선거구]
- 대한민국의 제13대 국회의원: 평화민주당(전라남도  여천시·여천군 국회의원지역선거구)
- 대한민국의 제14대 국회의원: 민주당(전라남도  여천시·여천군 국회의원지역선거구)
- 사단법인 대한노인회 자문위원

## 역대 선거 결과
|  | 22.61% |

|  | 15.06% |

|  | 25.60% |

|  | 21.86% |

|  | 74.75% |

|  | 55.18% |

|  | 7.81% |

## 같이 보기
- 여수시·여천군·광양군
- 여수시의 국회의원
- 여천군의 국회의원
- 광양군의 국회의원
- 여천시·여천군
- 여천시의 국회의원